# Little Ellingham
Little Ellingham – wieś w Anglii, w hrabstwie Norfolk, w dystrykcie Breckland. Leży 25 km na zachód od Norwich i 138 km na północny wschód od Londynu.
W 2001 miejscowość liczyła 271 mieszkańców.